# ۴٬۴'-تیودیانیلین
۴٬۴'-تیودیانیلین (به انگلیسی: 4,4'-Thiodianiline) با فرمول شیمیایی C۱۲H۱۲N۲S یک ترکیب شیمیایی با شناسه پاب‌کم ۸۷۶۵ است. که جرم مولی آن ۲۱۶٫۳ g/mol می‌باشد. شکل ظاهری این ترکیب، پودر سوزنی بنفش و قهوه‌ای است.